# Ряпино
Ря́пино (чув. Ряпино) — село в Порецком районе Чувашской Республики России. Находится на берегу рек Суры и Мени. Входит в состав Козловского сельского поселения. Протяженность села с севера на юг 6 км. Население проживает в частных индивидуальных домах.

## История
Точная дата основания села неизвестна, однако в переписных документах 1790 года говорится о том, что около села Тихомирова, которое было основано в 1591 году, расположены деревни Тареевка, Колесовка, Шатино, Ряпино, Бардино.
В 1934 году был организован колхоз им. Петрова. Затем он был объединён с колхозами деревень Тореевки и Шатино в колхоз «Сталин», потом переименован в «Маяк». Ныне СПК «Маяк».

## Население
| 2010 | 2012 |
| ---- | ---- |
| 433  | →433 |

Национальный состав: русские.

## Уличная сеть
В селе 9 улиц:
- Зелёная ул.,
- Колхозная ул.,
- Луговая ул.,
- Молодёжная ул.,
- Нагорная ул.,
- Октябрьская ул.,
- Первомайская ул.,
- Придорожная ул.,
- Ульянова ул.

## Инфраструктура
Уличный газопровод проложен по всем улицам. На улицах Молодёжной и Ульянова присутствует асфальтовое покрытие, остальные улицы грунтовые. На территории села находятся школа, клуб, библиотека, детский сад, медпункт, магазин, правление СПК «Маяк», животноводческий комплекс, свинотоварная ферма, механизированный парк.

## Транспорт
Ряпино соединено с райцентром асфальтированной дорогой. Курсируют рейсовые автобусы.